# Moulin et scierie de cal Pal
Les moulin et scierie cal Pal (mola i serradora de cal Pal) sont un édifice rural de La Cortinada dans la paroisse d'Ordino, en Andorre. L'édifice est un Bien d'intérêt culturel de l'État andorran.

## Historique
Les constructions datent de la fin du XVIe et du début du XVIIe siècle. Le moulin et la scierie furent en activité jusque dans les années 1960 environ. En 1996 ils rouvrent comme Centre d'interprétation, tous les éléments originaux ont été restaurés.

## Description
Les bâtiments se trouvent à La Cortinada, sur la rive droite du Valira del Nord à 100 mètres la maison Pal (cal Pal) et en face de l'église Sant Martí.
Le moulin et la scierie sont deux bâtiments mitoyens de plan trapézoïdal et typiques de cette région des Pyrénées orientales. Les murs sont majoritairement surélevés avec des pierres de schiste de taille moyenne et petite, légèrement rugueuses et disposées sans rangées continues. Les coins des murs, cependant, sont renforcés avec des pierres de plus grandes tailles. Le mortier d'origine utilisé est l'argile. 
L'entrée principale de la scierie se trouve sur le mur est avec une porte à un vantail qui s'ouvre sur l'extérieur. Le toit est à pignon, débordant sur les côtés ouest et est. Le matériau de couverture est en bois et dalle d'ardoise.
L'entrée principale du moulin se trouve sur le mur sud avec une porte à un vantail qui s'ouvre vers l'intérieur.

## Le musée
La visite du centre d'interprétation est l'occasion d'une démonstration de coupe du bois à l'aide d'une scie hydraulique verticale restaurée, ainsi que du processus de transformation du blé en farine avec la meule à grains originale. On peut voir le rouet ainsi que les autres éléments qui composent la scierie.

## Galerie de photographies

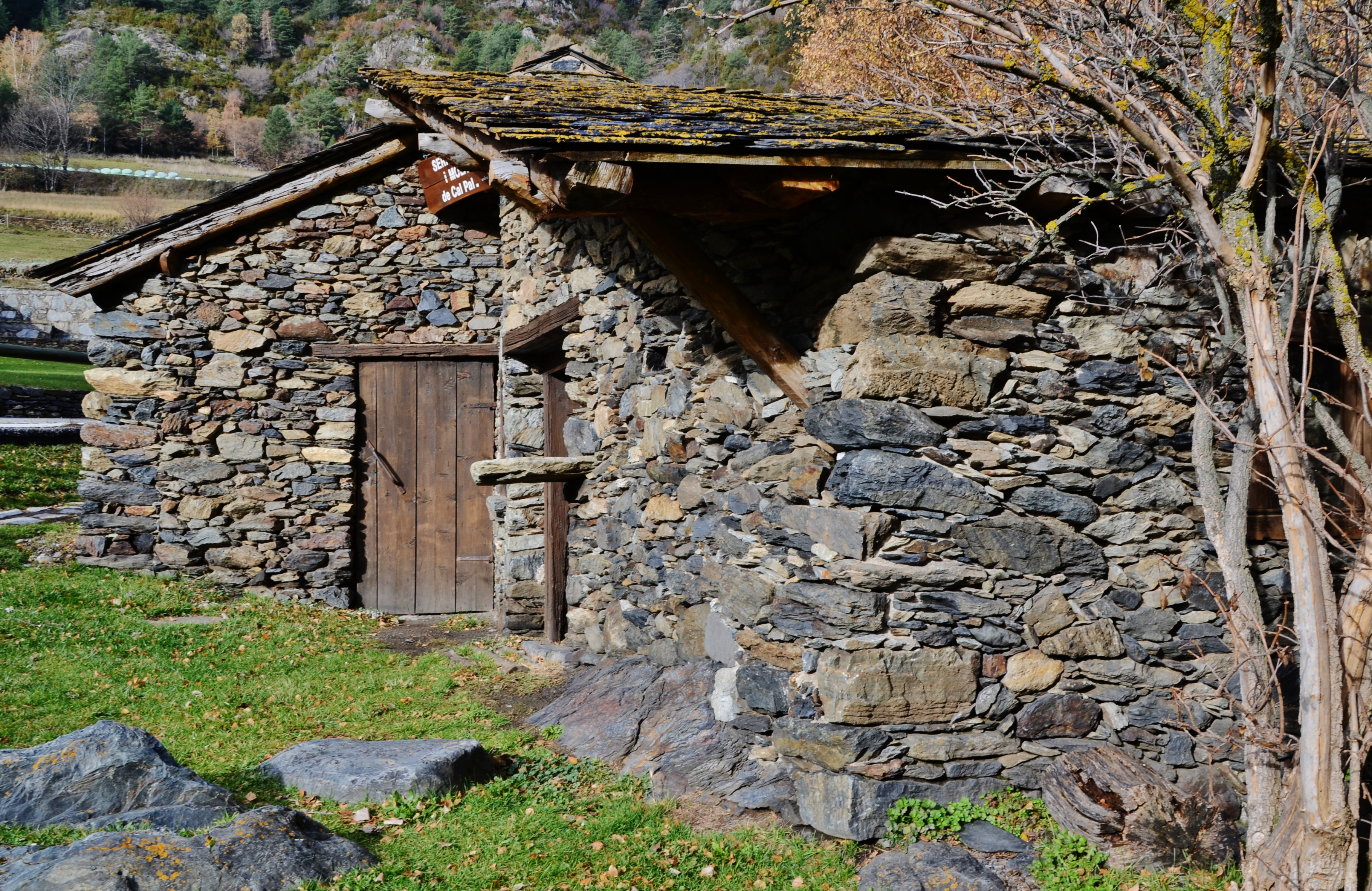
Les deux entrées
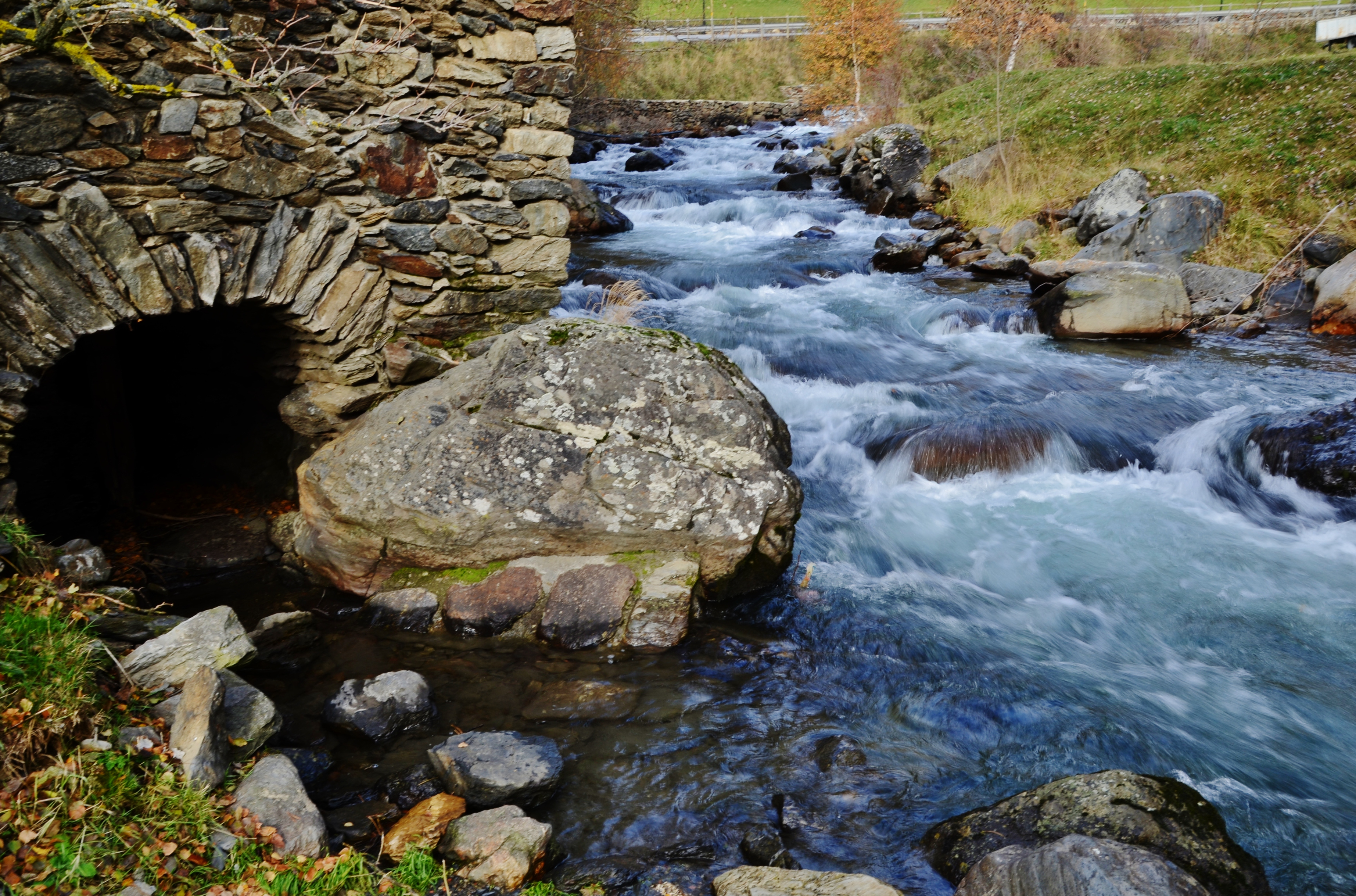
La rivière Valira